# Billete de veinte mil pesos chilenos
El billete de veinte mil pesos es parte del sistema monetario chileno y se emite desde junio de 1998. De color predominante naranja y fabricado en papel algodón, es el billete de más alta denominación de la serie bicentenario. Presenta en su anverso una imagen del polímata de origen Venezolano Andrés Bello, mientras que en su reverso, y desde 2010, aparece un paisaje del salar de Surire.

## Historia

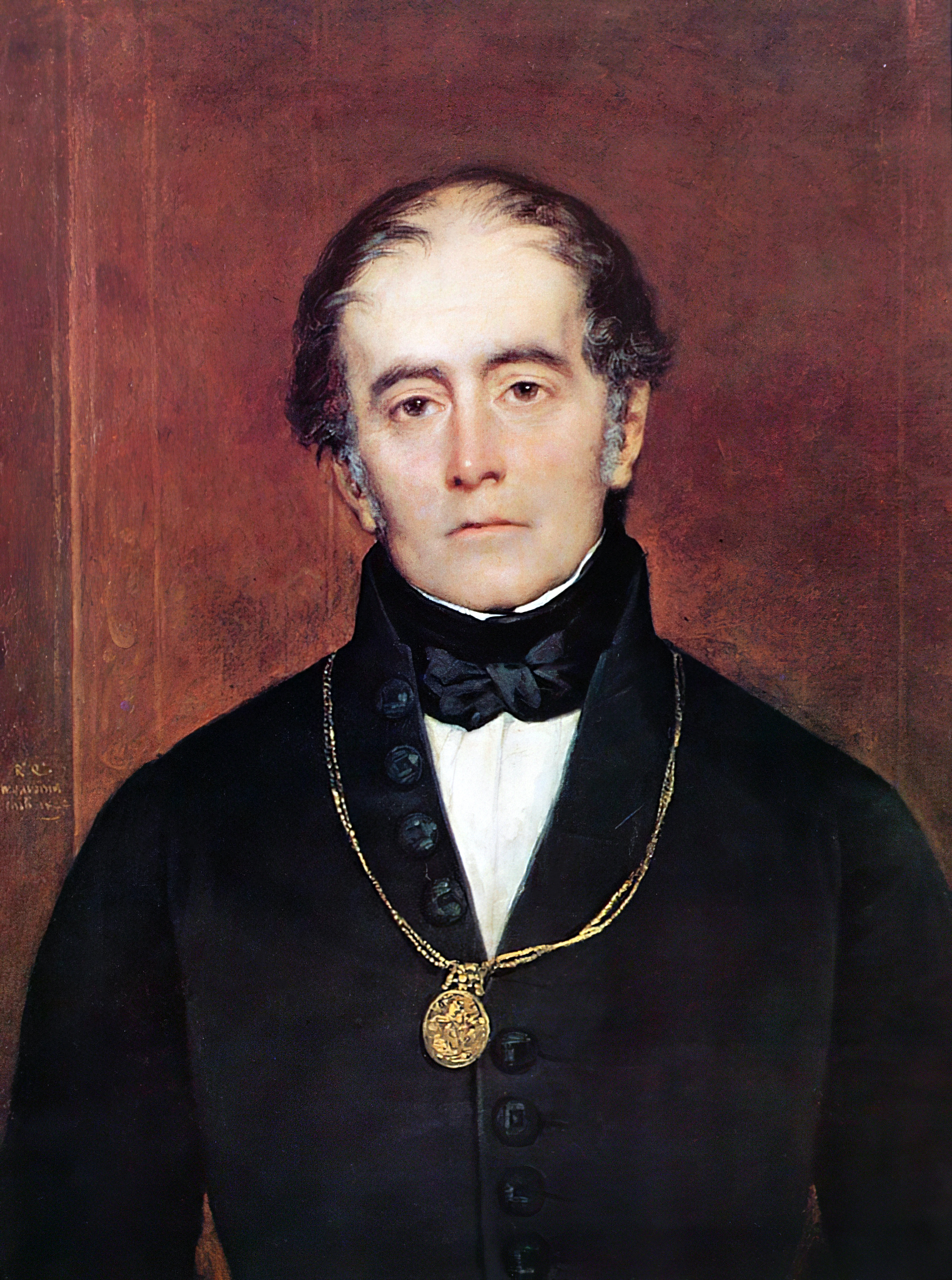
Andrés Bello López (1781-1865). Su efigie aparece en el anverso del billete de veinte mil pesos.

### Primer diseño
El billete de veinte mil pesos fue introducido en junio de 1998, y se convirtió en el primer billete en su denominación, y el segundo de mayor valor facial del país, luego de la emisión del billete de cincuenta mil pesos en enero de 1958.
Con medidas de 145 mm de ancho y 70 mm de largo y fabricado en papel algodón, este billete muestra una imagen de Andrés Bello, polímata Venezolano y primer rector de la Universidad de Chile, y autor del Código Civil. Este retrato tiene su origen en un grabado del pintor italiano Juan Mochi, realizado en 1881. Al centro figura una alegoría a la ley, tomada de un bajorrelieve de la fachada del Palacio de los Tribunales de Justicia de Santiago.
En el reverso se aprecia el frontis de la Casa Central de la Universidad de Chile, ubicado en la Avenida Libertador General Bernardo O'Higgins de Santiago.

### Serie Bicentenario

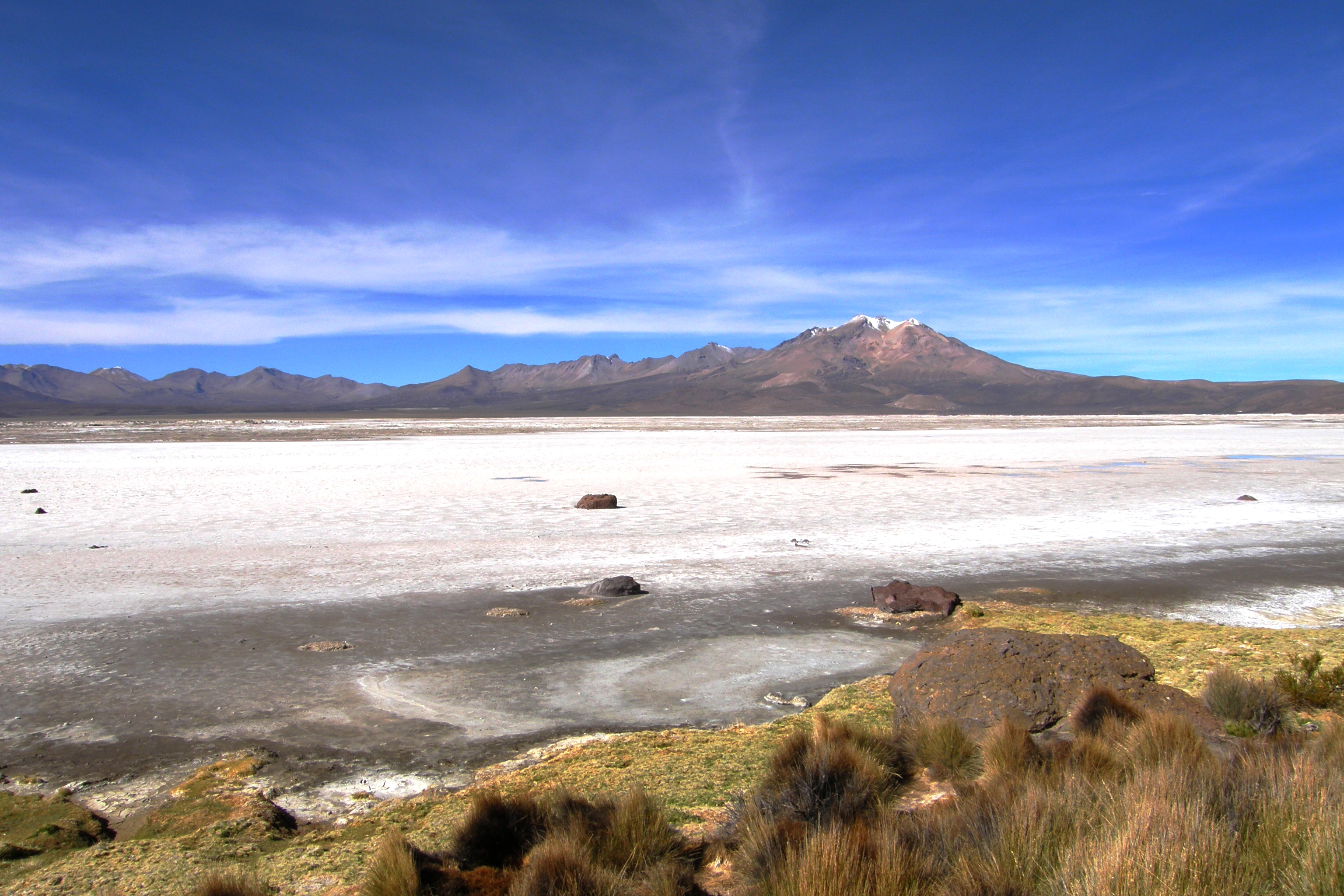
El salar de Surire figura en el reverso del billete de veinte mil pesos.

Como conmemoración del bicentenario del país, el Banco Central de Chile comenzó en 2009 la producción de una nueva serie de papel moneda. El billete de veinte mil pesos fue presentado, el 28 de julio de 2010, y tiene un ancho de 148 mm y un largo de 70 mm.
Fabricado en papel algodón, el anverso del nuevo diseño se mantuvo al mismo personaje histórico y uno de los padres de la patria de Venezuela, nacido en Caracas, Andrés Bello, acompañado por un antú, representación mapuche del sol, y un corte transversal del corazón de un copihue, la flor nacional.
En el reverso se encuentra el salar de Surire, ubicado en la Región de Arica y Parinacota, en conjunto con un flamenco, ave que habita en zonas de aguas poco profundas.